# Brossel A92 DLHS
Le Brossel A92 DLHS est un châssis d'autobus produit par Brossel et carrossé par divers constructeurs.

## Caractéristiques

### Dimensions
- Châssis en acier embouti assemblé par rivets.

Le châssis est proposé avec deux longueurs pour l'empattement.
- Empattement : 5 125 mm (version courte) ou 5 900 mm (version longue) ;
- Porte-à-faux avant* : 2 000 mm ;
- Porte-à-faux arrière* : 2 970 mm ;
- Longueur du châssis : 10 095 mm (version courte) ou 10 870 mm (version longue) ;
- Portes : simple à l'avant ; simple ou double au milieu.

* du châssis.
Carrosserie réalisée par Jonckheere pour les autobus belges.

### Motorisation
Diesel Leyland O600 horizontal longitudinal dans l'empattement associé à un embrayage monodisque et une boite de vitesses manuelle à 4 rapports (+ 1 arrière).

## Production
| Illustration | Réseau - Compagnie       | Carrosserie                  | Nombre | Numéros | Livraison    |
| ------------ | ------------------------ | ---------------------------- | ------ | ------- | ------------ |
|              | SNCV                     | Jonckheere (SNCV Standard 1) | 40     | 894-933 | 1952-1953    |
|              | Luxembourg (ville) - TVL | Conrady                      | 2      | 13-14   | 1953 et 1955 |
|              | Luxembourg (ville) - TVL | par la compagnie             | 2      | 24-25   | 1953 et 1955 |